# Don Kilhefner
Don Kilhefner (Ephrata, Pennsylvania, SAD, 3. ožujka 1938.) je aktivist za prava LGBTQ osoba, organizator zajednice i jungovski psiholog koji živi u zapadnom Hollywoodu u Kaliforniji. Osnovao je i suosnivač više homoseksualnih organizacija, uključujući Radical Faeries i LA Community Services Center (danas LGBT centar u Los Angelesu ) i Van Ness Recovery House.

## Osobni život
Kilhefner je rođen 3. ožujka 1938. u Ephrati, Pennsylvania
Završio je srednju školu i upisao sveučilište Millersville, gdje je diplomirao povijest. Prvi je magisterij iz povijesti afroamerikanaca stekao na Sveučilištu Howard.
Nakon završetka fakulteta godinu dana predavao je njemački i svjetsku povijest u srednjoj školi u predgrađu Wilmington. Bio je jedan od prvih koji se dobrovoljno prijavio u mirovni korpus 1962. Tri godine svog života proveo je živeći u Etiopiji, dok je predavao povijest srednje škole.